# 吳政杰
吳政杰（1967年11月29日—），中華民國政治人物，中國國民黨籍，現任澎湖縣議會議員，曾任湖西鄉鄉長、國立澎湖科技大學講師。

## 生平
吳政杰出生於澎湖縣湖西鄉，畢業於國立馬公高級中學、輔仁大學，並取得美國春田大學休閒管理碩士學位。
湖西鄉長任內積極推動社區營造工作，帶動青年返鄉浪潮，湖西鄉公所獲得文化部「社造行政獎」、衛福部「金點之星」肯定。
2023年獲得中國國民黨提名參選澎湖縣立法委員，落選。
2024年5月28日，全台「青鳥行動」對國民黨籍、民眾黨籍立委深感不滿，群眾多次集結立法院抗議；吳政杰偕其他議員包括同黨陳毓仁、許國政，無黨籍議員許育愷、張仁和及莊光大於中國國民黨澎湖縣黨部內舉牌，宣示支持「藍白國會改革」、「法案完成三讀」，並嚴斥青鳥等公民團體濫權。
2024年，陳雙全兼任澎湖兩岸交流協會理事長，10月24日吳政杰隨陳雙全偕澎湖議長陳毓仁、議員許國政、張仁和、陳佩真、魏睿宏、莊光大、議會秘書長鄭嘉薇、議會總務主任吳政中、議會法制主任莊英敏，以及澎湖縣旅遊解說協會理事長陳仁和、澎湖縣觀光協會理事長周宇鳴、亞果遊艇娛樂集團總經理鄭宗仁等14人，與國台辦宋濤交涉因「大進滿八十八號澎湖漁船扣押案」被扣押的洪姓船長暨丁姓船員與3名印尼漁工。

## 選舉紀錄
| 年度 | 選舉屆數               | 選舉區           | 所屬政黨   | 得票數 | 得票率 | 當選標記 | 備註 |
| ---- | ---------------------- | ---------------- | ---------- | ------ | ------ | -------- | ---- |
| 2002 | 第十五屆澎湖縣議員選舉 | 澎湖縣第二選舉區 | 中國國民黨 | 2,126  | 31.53% |          |      |
| 2014 | 第十七屆湖西鄉鄉長選舉 | 澎湖縣湖西鄉     | 中國國民黨 | 3,172  | 43.73% |          |      |
| 2018 | 第十八屆湖西鄉鄉長選舉 | 澎湖縣湖西鄉     | 中國國民黨 | 4,746  | 61.76% |          |      |
| 2022 | 第二十屆澎湖縣議員選舉 | 澎湖縣第二選舉區 | 中國國民黨 | 2,607  | 34.28% |          |      |
| 2024 | 第十一屆立法委員選舉   | 澎湖縣選舉區     | 中國國民黨 | 20,226 | 41.77% |          |      |

## 家族
- 父親吳明浩，曾任澎湖縣議員、湖西鄉長。[9][10]
- 堂兄吳政隆，曾以無黨籍角逐2018年澎湖縣縣長選舉[11]，最終敗選給中國國民黨籍賴峰偉。

## 外部連結
- 吳政杰的Facebook專頁